# Distretto di Courtelary
Il distretto di Courtelary è stato uno dei 26 distretti del cantone di Berna in Svizzera. Era uno dei tre distretti interamente francofoni del cantone di Berna e con gli altri due (il distretto di La Neuveville e il distretto di Moutier) costitutiva la regione del Giura bernese. Confinava con i distretti di Moutier a nord-est, di Büren a sud-est, di Bienna e di La Neuveville a sud, con il Canton Neuchâtel (distretti di Val-de-Ruz a sud-ovest e di La Chaux-de-Fonds a ovest), con il Canton Giura (distretto di Franches-Montagnes) a nord-ovest e con il Canton Soletta (distretto di Lebern) a est. Il comune di Courtelary era il capoluogo del distretto. La sua superficie era di 266 km² e contava 18 comuni.
I suoi comuni sono passati alla sua soppressione al Circondario del Giura bernese.

## Comuni
| Comune            | Popolazione (2004) | Superficie in ettari |
| ----------------- | ------------------ | -------------------- |
| Corgémont         | 1532               | 1760                 |
| Cormoret          | 528                | 1343                 |
| Cortébert         | 737                | 1475                 |
| Courtelary        | 1163               | 2224                 |
| La Ferrière       | 550                | 1423                 |
| La Heutte         | 481                | 800                  |
| Mont-Tramelan     | 133                | 464                  |
| Orvin             | 1207               | 2143                 |
| Péry              | 1361               | 1557                 |
| Plagne BE         | 391                | 755                  |
| Renan             | 790                | 1262                 |
| Romont BE         | 213                | 707                  |
| Saint-Imier       | 4756               | 2086                 |
| Sonceboz-Sombeval | 1684               | 1503                 |
| Sonvilier         | 1090               | 2378                 |
| Tramelan          | 4263               | 2488                 |
| Vauffelin         | 431                | 592                  |
| Villeret          | 914                | 1622                 |

### Fusioni
- 1952: Tramelan-Dessous, Tramelan-Dessus → Tramelan